# 왠지 센티멘탈할 때의 노래/최KIYOU
《왠지 센티멘탈할 때의 노래/최KIYOU》(なんだかセンチメンタルな時の歌/最KIYOU 난다가센치메타르도키오우타/사이쿄[*])는 2024년 8월 14일 발매된 모닝구무스메'24의 일흔네 번째 싱글이다.

## 개요
- 이시다 아유미의 마지막 참여 싱글
- 초회한정반 A, B, SP, 통상반 A, B의 5 형태로 발매.
- 초회한정반 A, B, SP에는 Blu-ray Disc가 같이 수록되고 있다.
- 모든 초회한정반에는 이벤트 추첨 일련 번호 카드가 봉입되고 있다.

## 수록곡

### CD
1. なんだかセンチメンタルな時の歌
작사, 작곡 : 층쿠 / 편곡 : 카미야 레이
2. 最KIYOU
작사 : 코다마 아메코 / 작곡, 편곡 : 오쿠보 카오루
3. なんだかセンチメンタルな時の歌 (Instrumental)
4. 最KIYOU (Instrumental)

### Blu-ray Disc
초회한정반 A
1. なんだかセンチメンタルな時の歌 (Music Video)
2. なんだかセンチメンタルな時の歌 (Dance Shot ver.)
3. なんだかセンチメンタルな時の歌 (메이킹 영상)

초회한정반 B
1. 最KIYOU (Music Video)
2. 最KIYOU (Dance Shot ver.)
3. 最KIYOU (메이킹 영상)

초회한정반 SP
1. 『COUNTDOWN JAPAN 23/24』(2023년 12월 29일, 마쿠하리 멧세) 모닝구무스메'23 라이브 & 백스테이지 영상
2. 『rockin'on presents JAPAN JAM 2024』(2024년 5월 3일, 지바현 소가 스포츠공원) 모닝구무스메'24 라이브 & 백스테이지 영상

## 차트
- 일간최고순위 1위 (오리콘 차트)
- 주간최고순위 1위 (오리콘 차트)